# Америчка ћубаста патка
Америчка ћубаста патка (лат. Aythya collaris) је патка ронилица из Северне Америке која се обично налази у слатководним рибњацима и језерима. Америчка ћубаста патка се гнезди од Аљаске до југа Сједињених Амричких Држава; зимује у Панами и на јужним Малим Антилима. Припада роду Aythya са дванаест врста које су тренутно прихваћене.

## Таксономија
Америчку ћубасту патку је формално описао англо-ирски писац, илустратор природне историје и аматерски зоолог Едвард Донован 1809 године под биномним научним именом Anas collaris. За типски локалитет дефинисао је Линколншир, Енглеска, према примерку пронађеном на пијаци Лиденхол у Лондону. Научно биномно име је изведено од грчког "αιθυια" aithuia, неидентификоване морске птице коју помињу различити аутори, укључујући Хесихија и Аристотела, док је у модерно доба овај термин је повезан са разним морским птицама, укључујући зовоје, корморане, патке и њорке, као и латинске речи collaris, „од врата“ collum, „врат“.

## Опис
Америчка ћубаста патке су мале до средње патке ронилице. Укупна дужина је за мужјака 40-46 цм, тежине 542–910 г; женка 39-43 цм дужине и 490–894 г тежине. Мужјак је нешто већи од женке; телесна маса варира сезонски и преклапа се између полова. Одрасли мужјак је по узорку боја и изгледу сличан ћубастој патки (Aythya fuligula). Мужјаци имају два бела прстена који окружују сиви кљун, сјајну црну угаону главу, црна леђа, белу линију на крилима, беле груди и жуте очи. Одрасла женка има сивкастосмеђу угаону главу и тело са тамносмеђим леђима, тамни кљун са суптилнијом светлом траком од мужјака, сивкасто-плаве ноге и смеђе очи са белим прстеновима који их окружују. Женке такође праве буку као trrr . Прстен боје цимета на врату обично је тешко уочити, због чега се птица понекад назива "прстенокљуна". Незреле јединке сличне, али блаже од одговарајућег одраслог перја свог пола. Општи профил као код осталих патака ронилаца сличне величине, али тело није скраћено, реп је нешто дужи и често се држи изнад воде, а глава има кратак гребен, што јој даје веома шиљат и угласт профил, за разлику од било које друге северноамеричке патке.

## Распрострањеност
Америчка ћубаста патка има гнездећи ареал у деловима централне и југоисточне Аљаске. У Канади се налази у јужним деловима Јукона, југоисточној Британској Колумбији и дуж југоисточне обале Ванкувера. Такође се могу наћи у Алберти, на крајњем југозападу Саскачеван, као и најсевернијем и најјужнијијем делу Онтарија и на барем јужној половини Њуфаундленда. У Сједињеним Америчким Државама на Западној обали, источни Пјуџет Саунд у Вашингтону и североисточно од Вашингтона; на крајњем северном Ајдаху; северозападној Монтани, северозападном Вајомингу и суседним деловима југоисточног Ајдаха и југозападне Монтане; западни Колорадо, Беле планине Аризоне; североисточна Невада. Такође се локално гнезди у Каскадским планинама и источним деловима Орегона. На Источној обали северна и источна Северна Дакота, широм целе Минесоте осим најјужнијег дела, северни Висконсин, Горње полуострво и Доње полуострво Мичигена, планине Адирондак на североистоку државе Њујорк. Североисточни Њу Хемпшир, и широм Мејна осим најјужнијег дела, као и у Пенсилванији. Америчка ћубаста патка зимује углавном у унутрашњости у плитким  слатководним стаништима од приобалних делова јужне Нове Енглеске, јужних Великих равница и јужне Британске Колумбије на југу до јужног Мексика, а локалније на југу до Костарике у Централној Америци, и Јамајке и Порторика на Карибима и јужни Масачусетс, југоисточни Њујорк, најисточнија Пенсилванија, источна Вирџинија, најсевернији Тенеси, најзападнији Кентаки, јужна Индијана, централни Илиноис, најјужнији и најзападнији Мисури, источни Канзас, најсевернији Тексас, источно-централни Колорадо, југозападни Вајоминг, најзападнија Монтана и јужна Британска Колумбија. Зимује и у малом броју на Бермудима, Бахамима, Куби, Јамајци, Доминиканској Републици и Порторику.
Америчка ћубаста патка је редак мигрант, али се појављује као луталица у западној Европи. У Британији се повремено јављају мала јата, укључујући пет у Лох Левену у Шкотској у септембру 2003.  и четири у Стандлакеу у Оксфордширу у априлу 2015. У Ирској се једна или две јединке могу видети у било које доба године. 2024. и 2025. године појавиле су се појединачне птице на Балкану, у Словенији и Србији. Луталице се такође јављају сваке године у Централној Америци, све до Костарике, између октобра/новембра и маја/јуна. Такође су пријављени у малом броју у Суринаму и Француској Гвајани, на северу Јужне Америке.

## Станиште
Америчка ћубаста патка је у току гнежђења становник слатководних мочвара, посебно мочваре, тресетишта и мочваре које су углавном плитке и киселе до скоро неутралне (pH 5,0–8,8), са ивицама поплављених или плутајућих изданака, претежно шаша (Carex spp.) испресецаних другом зељастом вегетацијом и жбуњем; такође зоне отворене воде обрасле обилним потопљеним или плутајућим воденим биљкама, као што су Brasenia schreberi, Nymphaea odorata, Nuphar spp.; Станишта након гнежђења су слична стаништима за гнежђење, са ивицама поплављених или плутајућих изданака и зонама отворене воде прекривеним обилним потопљеним или плутајућим биљкама.
Јесење миграције се концентришу на плитка језера и акумулације са густим засеоцима поплављених изданка или потопљених водостаја или које пружају склониште од лова; нпр. приближно 300.000 патака годишње се налази на 3 језера у северно-централној Минесоти (језера Драмбитер, Нет, Фиск и Блу Рок) која имају велике засеоке једногодишњег дивљег пиринча. Чак 500.000 јединки је примећено у Националном резервату за дивље животиње Рајс Лејк у источно-централној Минесоти 1994. године.
Највеће концентрације америчке ћубасте патке током зиме јављају се у управљаним акумулацијама на обали и у унутрашњости Луизијане. На Флориди се традиционално користе унутрашња слатководна језера, мочваре и мочваре са обилним плутајућим биљкама..

## Гнежђење
Парови америчке ћубасте патке се спајају током пролећне миграције. Патке које се нису спојиле током пролећне миграције, а које се појаве на местима за размножавање највероватније ће на крају остати саме. Парови остају заједно само ради репродукције, након тога се раздвајају. Гнездо је зделастог облика, изграђено на води у густом растућем растињу са шашом и дрвенастим биљем. Гнездо има спољни пречник 16,5–28 цм; унутрашњи пречник 13-18 цм; висина 10-20 цм; дубина 5–10 цм. Женка снесе једно јаје дневно све док не снесе 8 до 10 јаја. Јаја су овална, маслинасто сива до маслинасто смеђе боје. Величина јаја је у просеку 55м x 40 мм. Инкубирају се 25-29 дана и женка може остати са младима док не буду у стању да самостално лете.

## Исхрана и храњење
Ове птице су сваштоједи и хране се углавном роњењем или прикупљањем хране на површини. Храни се искључиво у води, обично унутар поплављене вегетације, дуж ивица вегетације на отвореном, и у подручјима отворене воде обраслим поплављеним влажним земљиштем или плутајућим или потопљеним воденим биљкама. Храни се углавном плитким заронима, али и избацивањем, чачкањем по и испод површине воде, хватањем предмета на површини воде, као што су водених инсеката који излазена површину или држећи се за ниску вегетацију. Пачићи зависе од исхране животињског порекла, а ту спадају инсекти, кишне глисте, пијавице, мушице и пужеви. Како сазревају, имају тенденцију да мењају своју исхрану на подводне биљке као што су водена куга и Ceratophyllum, али и дивљи пиринач и пужеве.

## Статус
Америчка ћубаста патка је недавно процењена за Црвену списак угрожених врста IUCN 2020. године. и је наведена као најмање угрожени таксон. Између 1955. и 1996. године, индекси гнежђења популације за традиционално подручје истраживања кретали су се од 160.800 до 1.286.600 и у просеку су износили 568.100 птица. Деценијски просеци били су 334.100 у 1950-им, 458.700 у 1960-им, 508.100 у 1970-им, 676.800 у 1980-им, 1.015.000 у 1990-им и 1.005.000 у 2000. години.Мужјака има више него жена у односу 1,6:1.